# Sainte-Thorette
Sainte-Thorette és un municipi francès, situat al departament de Cher i a la regió de Centre – Vall del Loira. L'any 2007 tenia 480 habitants.

## Demografia

### Població
El 2007 la població de fet de Sainte-Thorette era de 480 persones. Hi havia 196 famílies, de les quals 48 eren unipersonals (28 homes vivint sols i 20 dones vivint soles), 60 parelles sense fills, 72 parelles amb fills i 16 famílies monoparentals amb fills.
La població ha evolucionat segons el següent gràfic:
Habitants censats

### Habitatges
El 2007 hi havia 255 habitatges, 195 eren l'habitatge principal de la família, 46 eren segones residències i 14 estaven desocupats. 239 eren cases i 15 eren apartaments. Dels 195 habitatges principals, 158 estaven ocupats pels seus propietaris, 33 estaven llogats i ocupats pels llogaters i 4 estaven cedits a títol gratuït; 3 tenien una cambra, 10 en tenien dues, 30 en tenien tres, 56 en tenien quatre i 97 en tenien cinc o més. 165 habitatges disposaven pel capbaix d'una plaça de pàrquing. A 75 habitatges hi havia un automòbil i a 112 n'hi havia dos o més.

### Piràmide de població
La piràmide de població per edats i sexe el 2009 era:
| Homes | Edats   | Dones |
| ----- | ------- | ----- |
| 0     | 95 o +  | 0     |
| 4     | 90 a 94 | 0     |
| 0     | 85 a 89 | 8     |
| 0     | 80 a 84 | 0     |
| 0     | 75 a 79 | 8     |
| 0     | 70 a 74 | 0     |
| 4     | 65 a 69 | 0     |
| 16    | 60 a 64 | 12    |
| 20    | 55 a 59 | 20    |
| 24    | 50 a 54 | 28    |
| 28    | 45 a 49 | 12    |
| 24    | 40 a 44 | 12    |
| 12    | 35 a 39 | 8     |
| 20    | 30 a 34 | 20    |
| 0     | 25 a 29 | 24    |
| 8     | 20 a 24 | 8     |
| 4     | 15 a 19 | 12    |
| 20    | 10 a 14 | 4     |
| 0     | 5 a 9   | 24    |
| 12    | 0 a 4   | 8     |

## Economia
El 2007 la població en edat de treballar era de 337 persones, 263 eren actives i 74 eren inactives. De les 263 persones actives 245 estaven ocupades (130 homes i 115 dones) i 18 estaven aturades (6 homes i 12 dones). De les 74 persones inactives 32 estaven jubilades, 29 estaven estudiant i 13 estaven classificades com a «altres inactius».

### Ingressos
El 2009 a Sainte-Thorette hi havia 197 unitats fiscals que integraven 479 persones, la mediana anual d'ingressos fiscals per persona era de 19.778 €.

### Activitats econòmiques
Dels 15 establiments que hi havia el 2007, 2 eren d'empreses extractives, 1 d'una empresa de fabricació de material elèctric, 2 d'empreses de fabricació d'altres productes industrials, 3 d'empreses de construcció, 2 d'empreses de comerç i reparació d'automòbils, 1 d'una empresa d'hostatgeria i restauració, 1 d'una empresa financera, 1 d'una empresa immobiliària i 2 d'empreses de serveis.
Dels 5 establiments de servei als particulars que hi havia el 2009, 1 era un taller de reparació d'automòbils i de material agrícola, 1 guixaire pintor, 1 fusteria, 1 electricista i 1 restaurant.
L'any 2000 a Sainte-Thorette hi havia 10 explotacions agrícoles.

## Equipaments sanitaris i escolars
El 2009 hi havia una escola elemental integrada dins d'un grup escolar amb les comunes properes formant una escola dispersa.

## Poblacions més properes
El següent diagrama mostra les poblacions més properes.